# Aestetica
Albums de Mari Hamada
Sur Lie
(21 mars 2007) Legenda
(15 février 2012)
Compilations par Mari Hamada
Reflection (...)
(23 juillet 2008) Golden Best - Victor Years
(15 sept. 2010)
Aestetica est le 20e album original de Mari Hamada, sorti en 2010.

## Présentation
L'album sort le 17 février 2010 au Japon sur le label Tri-m de Tokuma Japan Communications, trois ans après le précédent album original de la chanteuse, Sur Lie (entretemps est sortie sa compilation Reflection -Axiom of the Two Wings- en 2008). Il atteint la 35e place du classement des ventes de l'Oricon, et reste classé pendant trois semaines. Il se vend mieux que ses deux précédents albums originaux.
L'album est écrit et produit par Mari Hamada elle-même, et contient onze chansons, majoritairement composées et arrangées par elle ou son compositeur habituel Hiroyuki Ohtsuki ; aucune des chansons de l'album ne sort en single. Certaines sont enregistrées aux États-Unis avec des musiciens américains ayant déjà collaboré précédemment avec la chanteuse (Michael Landau, Leland Sklar) ; les autres sont enregistrées au Japon avec des musiciens japonais dont Ohtsuki, le guitariste de Loudness Akira Takasaki, et le batteur d'Anthem Hirotsugu Homma.

## Liste des titres
Toutes les paroles sont écrites par Mari Hamada ; toutes les musiques sont co-arrangées par Mari Hamada.
| CD    | CD                  | CD                        | CD                             | CD    | CD | CD | CD | CD | CD |
| No    | Titre               | Musique                   | Co-arrangements                | Durée |    |    |    |    |    |
| ----- | ------------------- | ------------------------- | ------------------------------ | ----- | -- | -- | -- | -- | -- |
| 1.    | Stay Gold           | Masaru Kishii             | Masaru Kishii, Takanobu Masuda | 5:12  |    |    |    |    |    |
| 2.    | Somebody's calling  | Takanobu Masuda           | Takanobu Masuda                | 5:00  |    |    |    |    |    |
| 3.    | Unconscious beauty  | Takanobu Masuda           | Takanobu Masuda                | 5:38  |    |    |    |    |    |
| 4.    | Stella              | Mari Hamada               | Hiroyuki Ohtsuki               | 5:20  |    |    |    |    |    |
| 5.    | Crescendo           | Mari Hamada, Yoichi Fujii | Yoichi Fujii                   | 5:20  |    |    |    |    |    |
| 6.    | Steps in the Sand   | Hiroyuki Ohtsuki          | Hiroyuki Ohtsuki               | 5:27  |    |    |    |    |    |
| 7.    | Times               | Mari Hamada               | Hiroyuki Ohtsuki               | 6:11  |    |    |    |    |    |
| 8.    | Universe After Rain | Mari Hamada               | Hiroyuki Ohtsuki               | 4:40  |    |    |    |    |    |
| 9.    | St. Radiance        | Hiroyuki Ohtsuki          | Hiroyuki Ohtsuki               | 4:50  |    |    |    |    |    |
| 10.   | Stand Out           | Mari Hamada               | Hiroyuki Ohtsuki               | 3:56  |    |    |    |    |    |
| 11.   | Once Again          | Hiroyuki Ohtsuki          | Hiroyuki Ohtsuki               | 4:39  |    |    |    |    |    |
| 56:18 |                     |                           |                                |       |    |    |    |    |    |

## Musiciens
Pistes n°1 et 2
- Guitare : Akira Takasaki (高崎晃?, du groupe Loudness)
- Basse : Shotaro Mitsuzono (満園庄太郎?)
- Batterie : Hirotsugu Homma (本間大嗣?, du groupe Anthem)
- Claviers : Takanobu Masuda (増田隆宣?)

Pistes n°3 et 5
- Guitare : Takashi Masuzaki (増崎孝司?, du groupe Dimension)
- Basse : Koichi Terasawa (寺沢功一?, du groupe Blizard)
- Batterie : Satoshi "Joe" Miyawaki (宮脇“JOE”知史?, du groupe 44 Magnum)
- Claviers : Takanobu Masuda (増田隆宣?)

Piste n°4
- Guitare : Michael Landau
- Claviers : Jeff Babko
- Autres : Hiroyuki Ohtsuki (大槻啓之?)

Pistes n°6, 7, et 8
- Guitare : Michael Thompson (sauf n°8 par Michael Landau)
- Basse : Leland Sklar
- Batterie : Gregg Bissonette
- Claviers : Jeff Babko

Pistes n°9, 10, et 11
- Tous instruments : Hiroyuki Ohtsuki (大槻啓之?)